# Маакия
Маакия (лат. Maackia) — род деревянистых растений семейства Бобовые (Fabaceae), распространённый в Восточной Азии и на юге Дальнего Востока России.
Род назван в честь русского натуралиста Ричарда Карловича Маака.

## Ботаническое описание
Листопадные деревья или кустарники. Почки пазушные, чешуи черепитчаторасположенные. Листья непарноперистосложные, очерёдные, черешковые, без прилистников; листочки супротивные или почти супротивные, цельные, без прилистничков; черешочек короткий.
Цветки собраны в многоцветковые, густые, простые или разветвлённые в основании, конечные кисти. Прицветнички рано опадающие. Чашечка вздутая, колокольчатая или цилиндрическая, с 5 короткими широкими зубцами, из которых 2 верхних почти сросшиеся. Венчик от белого до зеленовато-белого цвета; флаг обратно-яйцевидный, завёрнутый; крылья продолговатые или косо-продолговатые, копьевидные в основании; лодочка слегка изогнутая, тупая. Тычинок 10; нити в основании слегка сросшиеся; пыльники качающиеся, эллиптические. Завязь верхняя, почти сидячая, густо опушённая, семяпочки немногочисленные; пестик слегка изогнут; рыльца маленькие, терминальные. Бобы плоские или плоско-сжатые, от удлинённо-эллиптических до линейных или яйцевидных, прямые или изогнутые, с узкими крыльями вдоль брюшного шва или без них. Семян 1—5, удлинённо-эллиптических, плоских.

## Виды
Род включает 10 видов:
- Maackia amurensis Maxim. & Rupr. typus — Маакия амурская
- Maackia australis (Dunn) Takeda
- Maackia chekiangensis S.S.Chien — Маакия чжэцзянская
- Maackia ellipticocarpa Merr.
- Maackia floribunda (Miq.) Takeda
- Maackia hupehensis Takeda — Маакия гупейская
- Maackia hwashanensis W.T.Wang ex C.W.Chang
- Maackia taiwanensis Hoshi & H.Ohashi
- Maackia tashiroi Makino
- Maackia tenuifolia (Hemsl.) Hand.-Mazz. — Маакия тонколистная